# Hamdi Nagguez
Hamdi Nagguez (in arabo حمدي النقاز‎?; Menzel Kamel, 28 ottobre 1992) è un calciatore tunisino, difensore dell'Ismaily.

## Caratteristiche tecniche
È un terzino destro.

## Carriera

### Club
Muove i suoi primi passi nelle giovanili dell'Étoile du Sahel. Il 23 gennaio 2018 lascia la squadra tunisina - con cui ha vinto un titolo e tre coppe nazionali - accordandosi fino al 2021 con lo Zamalek. Il 2 dicembre 2019 rescinde il proprio contratto per il mancato pagamento degli stipendi arretrati. Il 19 febbraio 2020 passa a parametro zero al Sūduva, in Lituania.
Il 2 luglio 2020 torna in Tunisia, firmando un triennale con l'Espérance, con cui conquista il titolo a fine stagione. Rescisso l'accordo con l'Espérance, il 14 settembre 2021 torna allo Zamalek a parametro zero.

### Nazionale
Esordisce in nazionale il 5 settembre 2015 contro la Liberia, in un incontro di qualificazione alla Coppa d'Africa 2017.

## Statistiche

### Presenze e reti nei club
Statistiche aggiornate al 24 ottobre 2022.
| Stagione               | Squadra                | Campionato             | Campionato | Campionato | Coppe nazionali | Coppe nazionali | Coppe nazionali | Coppe continentali | Coppe continentali | Coppe continentali | Altre coppe | Altre coppe | Altre coppe | Totale | Totale |
| Stagione               | Squadra                | Comp                   | Pres       | Reti       | Comp            | Pres            | Reti            | Comp               | Pres               | Reti               | Comp        | Pres        | Reti        | Pres   | Reti   |
| ---------------------- | ---------------------- | ---------------------- | ---------- | ---------- | --------------- | --------------- | --------------- | ------------------ | ------------------ | ------------------ | ----------- | ----------- | ----------- | ------ | ------ |
| 2011-2012              | Étoile du Sahel        | L1                     | 0          | 0          | CT              | 1               | 0               | -                  | -                  | -                  | -           | -           | -           | 1      | 0      |
| 2012-2013              | Étoile du Sahel        | L1                     | 0+1        | 0          | CT              | 0               | 0               | CC                 | 1                  | 0                  | -           | -           | -           | 2      | 0      |
| 2013-2014              | Étoile du Sahel        | L1                     | 19         | 0          | CT              | 4               | 0               | CC                 | 2                  | 0                  | -           | -           | -           | 25     | 0      |
| 2014-2015              | Étoile du Sahel        | L1                     | 24         | 1          | CT              | 2               | 1               | CC                 | 1                  | 0                  | -           | -           | -           | 27     | 2      |
| 2015-2016              | Étoile du Sahel        | L1                     | 23         | 4          | CT              | 2               | 0               | CCL+CC             | 2+4                | 0                  | SA          | 0           | 0           | 31     | 4      |
| 2016-2017              | Étoile du Sahel        | L1                     | 14+1       | 1          | CT              | 2               | 0               | CCL                | 4                  | 0                  | -           | -           | -           | 21     | 1      |
| 2017-gen. 2018         | Étoile du Sahel        | L1                     | 10         | 0          | CT              | 0               | 0               | CCL                | 0                  | 0                  | -           | -           | -           | 10     | 0      |
| Totale Étoile du Sahel | Totale Étoile du Sahel | Totale Étoile du Sahel | 90+2       | 6          |                 | 11              | 1               |                    | 14                 | 0                  |             | 0           | 0           | 117    | 7      |
| gen.-giu. 2018         | Zamalek                | PL                     | 10         | 0          | CE              | 3               | 0               | ACC+CC             | 0+1                | 0                  | -           | -           | -           | 14     | 0      |
| 2018-2019              | Zamalek                | PL                     | 21         | 0          | CE              | 4               | 0               | ACC+CC             | 3+15               | 0                  | S-AE+SE     | 1+1         | 1+0         | 45     | 1      |
| set.-dic. 2019         | Zamalek                | PL                     | 5          | 0          | CE              | 0               | 0               | CCL                | 4                  | 0                  | SE+SA       | 0           | 0           | 9      | 0      |
| Totale Zamalek         | Totale Zamalek         | Totale Zamalek         | 36         | 0          |                 | 7               | 0               |                    | 23                 | 0                  |             | 2           | 1           | 68     | 1      |
| 2020                   | Sūduva                 | A                      | 1          | 0          | CL              | 0               | 0               | UCL                | 0                  | 0                  | SL          | 0           | 0           | 1      | 0      |
| 2020-2021              | Espérance              | L1                     | 22         | 1          | CT              | 1               | 0               | CCL                | 11                 | 0                  | -           | -           | -           | 34     | 1      |
| 2021-2022              | Al-Ahli                | SPL                    | 8          | 0          | KCC             | 0               | 0               | -                  | -                  | -                  | -           | -           | -           | 8      | 0      |
| 2022-2023              | Ismaily                | PL                     | 2          | 0          | CE              | 0               | 0               | -                  | -                  | -                  | -           | -           | -           | 2      | 0      |
| Totale carriera        | Totale carriera        | Totale carriera        | 161        | 7          |                 | 19              | 1               |                    | 48                 | 0                  |             | 2           | 1           | 230    | 9      |

### Cronologia presenze e reti in nazionale
| Cronologia completa delle presenze e delle reti in nazionale ― Tunisia | Cronologia completa delle presenze e delle reti in nazionale ― Tunisia | Cronologia completa delle presenze e delle reti in nazionale ― Tunisia | Cronologia completa delle presenze e delle reti in nazionale ― Tunisia | Cronologia completa delle presenze e delle reti in nazionale ― Tunisia | Cronologia completa delle presenze e delle reti in nazionale ― Tunisia | Cronologia completa delle presenze e delle reti in nazionale ― Tunisia | Cronologia completa delle presenze e delle reti in nazionale ― Tunisia |
| Data                                                                   | Città                                                                  | In casa                                                                | Risultato                                                              | Ospiti                                                                 | Competizione                                                           | Reti                                                                   | Note                                                                   |
| ---------------------------------------------------------------------- | ---------------------------------------------------------------------- | ---------------------------------------------------------------------- | ---------------------------------------------------------------------- | ---------------------------------------------------------------------- | ---------------------------------------------------------------------- | ---------------------------------------------------------------------- | ---------------------------------------------------------------------- |
| 5-9-2015                                                               | Monrovia                                                               | Liberia                                                                | 0 – 0                                                                  | Tunisia                                                                | Qual. Coppa d'Africa 2017                                              | -                                                                      | 85’                                                                    |
| 25-10-2015                                                             | Radès                                                                  | Tunisia                                                                | 2 – 3                                                                  | Marocco                                                                | Q. Campionato delle Nazioni Africane 2016                              | -                                                                      | 66’                                                                    |
| 3-6-2016                                                               | Gibuti                                                                 | Gibuti                                                                 | 0 – 3                                                                  | Tunisia                                                                | Qual. Coppa d'Africa 2017                                              | -                                                                      |                                                                        |
| 4-9-2016                                                               | Monastir                                                               | Tunisia                                                                | 4 – 1                                                                  | Liberia                                                                | Qual. Coppa d'Africa 2017                                              | -                                                                      |                                                                        |
| 9-10-2016                                                              | Monastir                                                               | Tunisia                                                                | 2 – 0                                                                  | Guinea                                                                 | Qual. Mondiali 2018                                                    | -                                                                      |                                                                        |
| 11-11-2016                                                             | Bologhine                                                              | Libia                                                                  | 0 – 1                                                                  | Tunisia                                                                | Qual. Mondiali 2018                                                    | -                                                                      |                                                                        |
| 8-1-2017                                                               | Il Cairo                                                               | Egitto                                                                 | 1 – 0                                                                  | Tunisia                                                                | Amichevole                                                             | -                                                                      | 85’                                                                    |
| 15-1-2017                                                              | Franceville                                                            | Tunisia                                                                | 0 – 2                                                                  | Senegal                                                                | Coppa d'Africa 2017 - 1º turno                                         | -                                                                      |                                                                        |
| 19-1-2017                                                              | Franceville                                                            | Algeria                                                                | 1 – 2                                                                  | Tunisia                                                                | Coppa d'Africa 2017 - 1º turno                                         | -                                                                      |                                                                        |
| 23-1-2017                                                              | Libreville                                                             | Zimbabwe                                                               | 2 – 4                                                                  | Tunisia                                                                | Coppa d'Africa 2017 - 1º turno                                         | -                                                                      | 85’                                                                    |
| 28-1-2017                                                              | Libreville                                                             | Burkina Faso                                                           | 2 – 0                                                                  | Tunisia                                                                | Coppa d'Africa 2017 - Quarti di finale                                 | -                                                                      |                                                                        |
| 5-9-2017                                                               | Kinshasa                                                               | RD del Congo                                                           | 2 – 2                                                                  | Tunisia                                                                | Qual. Mondiali 2018                                                    | -                                                                      | 46’                                                                    |
| 7-10-2017                                                              | Conakry                                                                | Guinea                                                                 | 1 – 4                                                                  | Tunisia                                                                | Qual. Mondiali 2018                                                    | -                                                                      |                                                                        |
| 11-11-2017                                                             | Tunisi                                                                 | Tunisia                                                                | 0 – 0                                                                  | Libia                                                                  | Qual. Mondiali 2018                                                    | -                                                                      |                                                                        |
| 28-5-2018                                                              | Braga                                                                  | Portogallo                                                             | 2 – 2                                                                  | Tunisia                                                                | Amichevole                                                             | -                                                                      |                                                                        |
| 1-6-2018                                                               | Carouge                                                                | Tunisia                                                                | 2 – 2                                                                  | Turchia                                                                | Amichevole                                                             | -                                                                      | 76’                                                                    |
| 23-6-2018                                                              | Mosca                                                                  | Belgio                                                                 | 5 – 2                                                                  | Tunisia                                                                | Mondiali 2018 - 1º turno                                               | -                                                                      | 24’                                                                    |
| 28-6-2018                                                              | Saransk                                                                | Panama                                                                 | 1 – 2                                                                  | Tunisia                                                                | Mondiali 2018 - 1º turno                                               | -                                                                      |                                                                        |
| 9-9-2018                                                               | Manzini                                                                | eSwatini                                                               | 0 – 2                                                                  | Tunisia                                                                | Qual. Coppa d'Africa 2019                                              | -                                                                      |                                                                        |
| 13-10-2018                                                             | Radès                                                                  | Tunisia                                                                | 1 – 0                                                                  | Niger                                                                  | Qual. Coppa d'Africa 2019                                              | -                                                                      |                                                                        |
| 20-11-2018                                                             | Radès                                                                  | Tunisia                                                                | 0 – 1                                                                  | Marocco                                                                | Amichevole                                                             | -                                                                      | 90+1’                                                                  |
| Totale                                                                 |                                                                        | Presenze                                                               | 21                                                                     |                                                                        | Reti                                                                   | 0                                                                      |                                                                        |

## Palmarès

### Club

#### Competizioni nazionali
- Campionato tunisino: 2

Étoile du Sahel: 2015-2016
Espérance: 2020-2021
- Coppa di Tunisia: 3

Étoile du Sahel: 2011-2012, 2013-2014, 2014-2015
- Coppa d'Egitto: 2

Zamalek: 2017-2018, 2018-2019

#### Competizioni internazionali
- Coppa della Confederazione CAF: 2

Étoile du Sahel: 2015
Zamalek: 2018-2019